# Egidio Viganò
Egidio Viganò (ur. 1920, zm. 1995) – ksiądz salezjanin,  siódmy generał zakonu salezjanów.